# FlightSafety

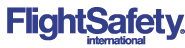
Logo von FlightSafety International

FlightSafety International ist eine 1951 gegründete, weltweit tätige Flugschule mit Hauptsitz am Flughafen New York-LaGuardia, die zu Berkshire Hathaway gehört.
Das Unternehmen hat ein breitgefächertes Angebot und bietet Kurse für Privatpilotenlizenzen, kommerzielle Pilotenlizenzen und Linienpilotenlizenzen an. Es wird an verschiedenen Luftfahrzeugtypen wie Flugzeugen, Hubschraubern und Kipprotor-Luftfahrzeugen ausgebildet.
Die Lehrgänge werden an den weltweit knapp 40 Standorten durch ungefähr 1800 Fluglehrer durchgeführt und unterstützt durch E-Learning-Angebote. Nach eigenen Angaben betreibt die Firma die größte Anzahl von Flugsimulatoren.
Viele europäische Flugschulen für Linienverkehr (Verkehrspilotenlizenz) u. a. FlightCrew Academy (Tochter vom Lufthansa Flight Training und Flugschule Lufthansa Citylines und Germanwings), Hub'Air (private belgische Flugschule) oder Swiss AviationTraining Ltd. nutzen die Trainingsmöglichkeiten der FlightSafety International in den USA für den praktischen Teil ihrer Ausbildung.
FlightSafety betreibt 30 Flugschulen in den USA, zwei in Kanada, je eine in Frankreich, Großbritannien und Japan sowie Flugsimulator-Zentren in Hazelwood (Missouri) und Broken Arrow (Oklahoma).